# مقاطعة فيرماناغ
هي إحدى مقاطعات أيرلندا الشمالية الستة.

## أعلام
- توماس كلارك
- جون أرمسترونغ
- فرانك ماغيري
- الكسندر بيرس
- أندرو غراهام

## روابط إضافية
- Clogherhistory.ie
- Photos of Enniskillen
- Fermanagh GAA